# Curtiss YP-20
Le Curtiss YP-20 était un projet américain de biplan chasseur développé par Curtiss pour le United States Army Air Service.

## Conception et développement
En 1929, trois Curtiss P-6 Hawk furent commandés avec des moteurs Curtiss H-1640 Chieftain (en) de 600 ch (447 kW), mais ceux-ci échouèrent. Le troisième fut modifié pour utiliser un Wright Cyclone de 575 ch (429 kW) muni d'une hélice bipale en bois à pas fixe, devenant le YP-20. Prévu pour passer au moteur Curtiss V-1570, il ne fut pas appelé XP-22 comme initialement prévu.
Hormis un changement de moteur, il restait proche du P-6 avec une plus grande dérive et une roulette de queue. En 1931, il participa à un concours mais fut battu par le XP-22, devenant ensuite le Curtiss XP-6E.

## Opérateurs
États-Unis
- United States Army Air Service